# Kanton Cavaillon
Kanton Cavaillon is een kanton van het Franse departement Vaucluse. Kanton Cavaillon maakt deel uit van de arrondissement en Apt en Avignon. In 2018 telde het 31 097 inwoners.

## Gemeenten
Het kanton Cavaillon omvatte tot 2014 de volgende 6 gemeenten:
- Caumont-sur-Durance : 4 253 inwoners (vroeger Caumont)
- Cavaillon : 24 563 inwoners (hoofdplaats)
- Cheval-Blanc : 3 524 inwoners
- Maubec : 1 581 inwoners
- Robion : 3 844 inwoners
- Taillades : 1 792 inwoners

Door de herindeling van de kantons bij decreet van 25 februari 2014, met uitwerking op 22 maart 2015, werd het kanton herleid tot 2 gemeenten, namelijk:
- Caumont-sur-Durance
- Cavaillon (hoofdplaats)